# اتفاقية برمودا
اتفاقية برمودا، (Bermuda Agreement).( الاتفاقية الرسمية بين حكومة المملكة المتحدة وحكومة الولايات المتحدة فيما يتعلق بالخدمات الجوية بين أراضيهما )، التي تم التوصل إليها في عام 1946 من قبل المفاوضين الأمريكيين والبريطانيين في برمودا ، كانت اتفاقية نقل جوي ثنائية مبكرة تنظم النقل الجوي المدني. وقد شكلت هذه الاتفاقية سابقة لتوقيع ما يقرب من ثلاثة آلاف اتفاقية أخرى مماثلة بين البلدان. وقد تم استبدال الاتفاقية باتفاقية برمودا الثانية، التي تم توقيعها في عام 1977 ودخلت حيز التنفيذ في عام 1978.

## خلفية

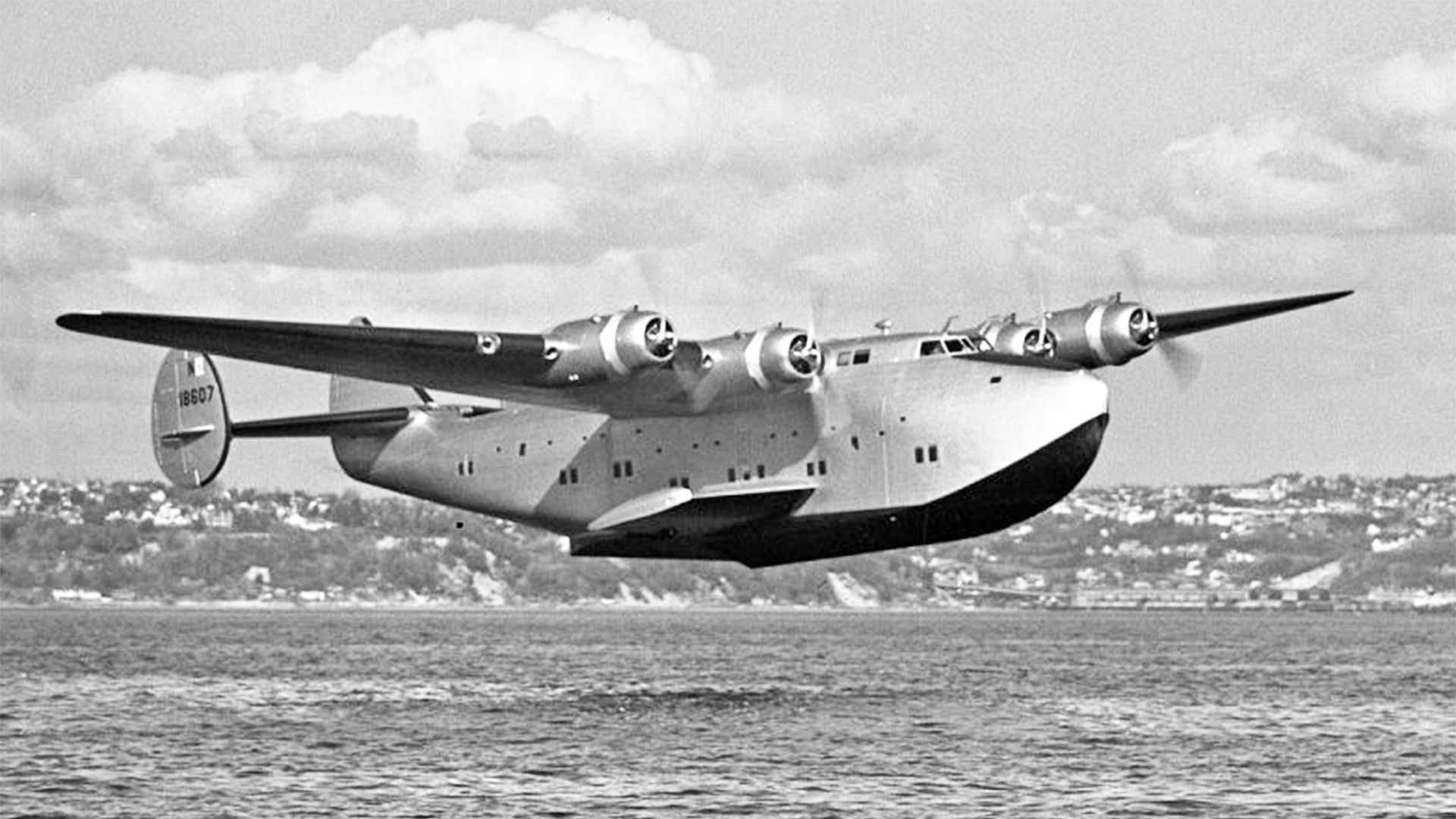
طائرة بوينج 314

خلال الحرب العالمية الثانية ، كانت الخدمة الجوية عبر الأطلسي بين بريطانيا وأمريكا مقتصرة على خدمة القارب الطائر بوينج 314 بين بالتيمور وفوينز، والتي بدأتها شركة بان أمريكان وورلد إيرويز في يوليو 1939. كما قامت شركة الخطوط الجوية البريطانية الخارجية (BOAC) أيضًا بتسيير هذا المسار باستخدام ثلاث طائرات بوينج 314 تم شراؤها من شركة بان آم.
نشأت اتفاقية برمودا في أعقاب مؤتمر شيكاغو عام 1944، حيث اختلفت الولايات المتحدة والمملكة المتحدة بشأن السيطرة الاقتصادية على النقل الجوي الدولي. كانت الولايات المتحدة والمملكة المتحدة قد اتفقتا بشكل عام على الحريتين الأوليين للطيران (التحليق والهبوط للإصلاح/التزود بالوقود)، لكن المملكة المتحدة وعدة دول أخرى رفضت قبول موقف الولايات المتحدة بشأن الحريات الثالثة والرابعة والخامسة فيما يتعلق بالتعامل مع حركة الركاب والبضائع. على وجه التحديد، سعت الولايات المتحدة إلى منح شركات الطيران التابعة لها الحرية في تحديد السعة والترددات على الطرق الدولية، في حين سعت المملكة المتحدة إلى تحديد طرق محددة مسبقًا وتقسيم متساوٍ للسعة بين شركات الطيران في البلدين على تلك الطرق. لقد فقدت بريطانيا جزءًا كبيرًا من أسطولها الجوي أثناء الحرب العالمية الثانية وكانت مترددة في وضع نفسها في منافسة كاملة مع الأسطول الجوي الأمريكي الأقوى.
قبل اتفاقية برمودا، وقعت الولايات المتحدة اتفاقيات طيران ثنائية مع العديد من الدول الأوروبية الأخرى (أيرلندا والنرويج والسويد والدنمرك)، كما وقعت اتفاقية نقل متعددة الأطراف مع العديد من الدول الأوروبية وأميركا اللاتينية، ولكن الخدمة من وإلى المملكة المتحدة كان لا بد من التفاوض عليها مع الحكومة البريطانية على أساس مخصص. اعتبارًا من أواخر عام 1945، حددت المملكة المتحدة حركة المرور عبر الأطلسي بواسطة الولايات المتحدة بـ 14 خدمة أسبوعيًا، و500 مقعد أسبوعيًا، وأجرة لا تقل عن 375 دولارًا.
في يوليو 1945، منحت حكومة الولايات المتحدة شركة بان آم، وشركة ترانس وورلد إيرلاينز (TWA)، وشركة أمريكان إكسبورت إيرلاينز (التي استحوذت عليها شركة أمريكان إيرلاينز بعد فترة وجيزة وأعيدت تسميتها إلى شركة أمريكان أوفرسيز إيرلاينز ) الحق في تشغيل خدمة عبر الأطلسي. بدأت الخطوط الجوية الأمريكية خدمة طائرة دوغلاس دي سي-4 بين نيويورك وبورنموث في أكتوبر من ذلك العام. أعلنت شركة بان آم عن خدمة طائراتها من طراز دي سي-4 في أكتوبر 1945 بأسعار أقل من 50% من أسعار الطائرات الشراعية السابقة، مما دفع الحكومة البريطانية إلى الضغط على كل من بان آم والحكومة الأمريكية للتراجع عما وصفته بريطانيا بأنه "اقتراح غير اقتصادي على الإطلاق".
اتفقت حكومتا الولايات المتحدة والمملكة المتحدة في أواخر عام 1945 على الاجتماع ومناقشة شروط اتفاقية الطيران الثنائية. وتم اختيار برمودا لاستضافة الاجتماع بسبب موقعها بين البلدين وعزلتها عن حكومتيهما. وفي إشارة إلى التقدم السريع للتكنولوجيا في ذلك الوقت، وصل الوفد البريطاني في يناير على متن طائرات بوينج 314 الطائرة، وغادر في فبراير على متن طائرات لوكهيد 049 كونستليشن الأرضية المضغوطة.

## المصطلحات الرئيسية
على النقيض من اتفاقيات الطيران الثنائية والمتعددة الأطراف القائمة، حددت اتفاقية برمودا طرقًا محددة يمكن لشركات الطيران في كل دولة الطيران عليها، مع الحق في التقاط أو تفريغ حركة المرور الدولية (ولكن بدون حقوق الملاحة الساحلية ) في أي نقطة على طول الطرق:
شركات الطيران البريطانية:
- لندن – نيويورك – سان فرانسيسكو – هونولولو / ميدواي / ويك / غوام / مانيلا – سنغافورة / هونج كونج
- لندن – نيويورك – نيو أورليانز – المكسيك
- لندن – نيويورك – كوبا – جامايكا / بنما – كولومبيا / الإكوادور / بيرو / تشيلي

شركات الطيران في الولايات المتحدة:
- نقاط الولايات المتحدة – لندن – هولندا / ألمانيا / الدول الاسكندنافية / روسيا
- نقاط الولايات المتحدة – لندن – بلجيكا – أوروبا الوسطى – الشرق الأدنى – الهند
- هونولولو – هونج كونج – الصين / الهند
- هونولولو – هونج كونج – سنغافورة – جزر الهند الشرقية الهولندية

إن إدراج العديد من طرق الحرية الخامسة (خارج الولايات المتحدة والجزر البريطانية) يعكس حقيقة مفادها أن العديد من الأقاليم مثل هونج كونج وسنغافورة والهند كانت لا تزال مستعمرات بريطانية في وقت توقيع الاتفاقية، وأن العديد من الدول الثالثة كانت حريصة على الخدمة الجوية وعلى استعداد لتوفير الحقوق لشركات الطيران البريطانية والأمريكية دون قيود.
وكحل وسط بشأن قضية القدرة، نصت اتفاقية برمودا على مبادئ منصفة مفادها أن "فرصة شركات الطيران في البلدين للعمل على أي طريق بين أراضيهما (كما هو محدد في الاتفاقية) المشمول بالاتفاقية وملحقها ستكون عادلة ومتساوية" وأنه "في تشغيل شركات الطيران التابعة لأي من الحكومتين لخدمات الخطوط الرئيسية الموضحة في ملحق الاتفاقية، يجب أخذ مصلحة شركات الطيران التابعة للحكومة الأخرى في الاعتبار حتى لا تؤثر بشكل غير ملائم على الخدمات التي تقدمها الأخيرة".
أصبحت الأسعار خاضعة للموافقة التنظيمية من قبل السلطات في كل دولة أو من قبل اتحاد النقل الجوي الدولي ، مما يمنح اتحاد النقل الجوي الدولي فعليًا حصانة من قانون مكافحة الاحتكار الأمريكي، وظلت هذه الحصانة سارية على طرق شمال الأطلسي حتى عام 1979.

## العمليات بموجب الاتفاقية

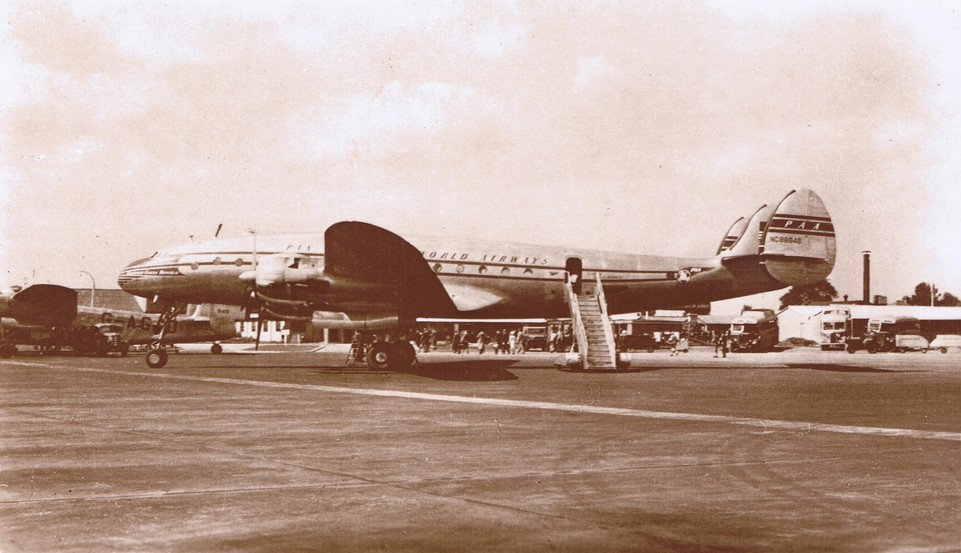
طائرة كونستليشن لوكهيد من طراز بان آم في مطار هيثرو، لندن

### أربعينيات القرن العشرين
استلمت شركة بان أم طائرة لوكهيد 749 كونستليشن في يونيو 1947 وبدأت رحلتها حول العالم بالتوقف شرقًا في نيويورك، وجاندر، وشانون، ولندن، وإسطنبول، والظهران، وكراتشي، وكلكتا، وبانكوك، ومانيلا، وشنغهاي، وطوكيو، وجوام، وويك، وميدواي، وهونولولو، وسان فرانسيسكو، مستفيدة من حقوق الحرية الخامسة التي تكفلها اتفاقية برمودا.
كانت نيوفاوندلاند ، وهي محطة أساسية للتزود بالوقود في أي طريق جوي عبر المحيط الأطلسي في أربعينيات القرن العشرين، جزءًا من بريطانيا في الوقت الذي تم فيه توقيع اتفاقية برمودا. في عام 1949، وبعد انضمامها كمقاطعة كندية، وقعت الولايات المتحدة اتفاقية مع كندا لتوفير حقوق الحرية الخامسة من وإلى غاندر .

### خمسينيات القرن العشرين

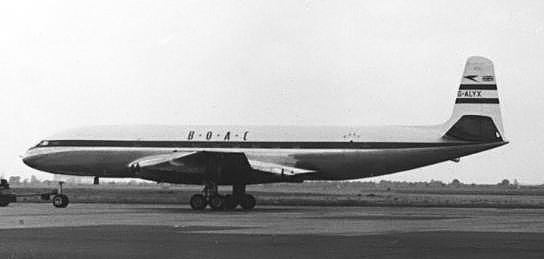
طائرة بواك دي هافيلاند كوميت

استحوذت شركة بان آم على شركة AOA من الخطوط الجوية الأمريكية في عام 1950، مما أدى إلى تركيز سوق السفر الجوي بين الولايات المتحدة والمملكة المتحدة على ثلاث شركات طيران: بان آم، وTWA، وBOAC.
كانت شركة الخطوط الجوية البريطانية عبر المحيط الأطلسي لا تزال شركة الطيران الوحيدة في بريطانيا، وقد سعت إلى التنافس مع خدمة "حول العالم" التي تقدمها شركة بان آم من خلال تقديم مسار "أحمر بالكامل" من بريطانيا إلى أستراليا عبر كندا، لكن الاتفاقيات الثنائية بين المملكة المتحدة وهذه البلدان توقفت في أوائل الخمسينيات من القرن العشرين. شرعت شركة الخطوط الجوية البريطانية في فتح خط لندن-شيكاغو في مايو 1954، بهدف توسيع الخدمة إلى سان فرانسيسكو وطوكيو. لم يتم تنفيذ تمديد سان فرانسيسكو حتى عام 1957، ولم تتم الموافقة من قبل الحكومة الأمريكية على خدمة طوكيو حتى عام 1959 بسبب اعتراضات شركة نورث ويست إيرلاينز .
قدمت شركة الخطوط الجوية البريطانية لخدمة طائرات دي هافيلاند كوميت على خط لندن-نيويورك في عام 1958. بدأت شركة TWA تقديم خدمات الطائرات النفاثة على خط نيويورك-لندن-فرانكفورت في عام 1959.

### ستينيات القرن العشرين
وبدأت الولايات المتحدة تمارس نفوذاً أكبر في السوق عبر الأطلسي خلال ستينيات القرن العشرين. كانت إحدى القضايا الرئيسية هي أن شركتي بان آم وTWA بدأتا في استخدام نظام المحور والمتحدث لنقل الركاب من العديد من الوجهات الأمريكية عبر "بوابة" عبر المحيط الأطلسي وإلى أوروبا، مما أعطى شركات الطيران الأمريكية ميزة في خدمة الأسواق الثانوية. ونتيجة جزئيًا لهذا الضغط التنافسي، انخفضت حصة السوق لشركة الخطوط الجوية البريطانية عبر المحيط الأطلسي على الطرق عبر الأطلسي من 37.8% في الفترة 1961-1962 إلى 30.9% بحلول الفترة 1966-1967.

### سبعينيات القرن العشرين
أضافت الحكومة البريطانية شركة طيران مملوكة للقطاع الخاص، وهي الخطوط الجوية الكاليدونية البريطانية ، إلى سوق النقل عبر الأطلسي في عام 1973، مع رحلات من مطار جاتويك في لندن إلى نيويورك ولوس أنجلوس. أُرغمت شركة BCal على الخروج من السوق في عام 1976 بعد أن قررت الحكومة البريطانية أن المنافسة لم تكن تعمل على تحسين حصة بريطانيا الإجمالية في السوق.
وفي عام 1976، أعلنت الحكومة البريطانية عن نيتها التخلي عن الاتفاقية، فبدأت مفاوضات اتفاقية برمودا الثانية التي دخلت حيز التنفيذ في عام 1978. على الرغم من أن المملكة المتحدة سعت في البداية إلى تقسيم متساوٍ للسعة بين شركات الطيران البريطانية والأمريكية، إلا أن اتفاقية برمودا الثانية النهائية حافظت إلى حد كبير على أحكام السعة الليبرالية لبرمودا الأولى.
وقد تم استبدال اتفاقيات برمودا على مرحلتين في 30 مارس/آذار 2008 و24 يونيو /حزيران 2010 باتفاقية الأجواء المفتوحة بين الاتحاد الأوروبي (الذي يمثل 25 دولة أوروبية) والولايات المتحدة، والتي تنص على نظام أجواء مفتوحة أكثر ليبرالية من اتفاقية برمودا الأولى.

## التأثير على اتفاقيات الطيران الأخرى
لقد كانت كل من الولايات المتحدة والمملكة المتحدة تعتبران اتفاقية برمودا نموذجاً لاتفاقياتهما الثنائية مع البلدان الأخرى حتى اتفاقية برمودا الثانية. كان الاستثناء الرئيسي الوحيد خلال هذه الحقبة هو اتفاقية عام 1966 بين الولايات المتحدة والاتحاد السوفييتي، والتي حددت شركتي بان آم وإيروفلوت كشركتي طيران عاملتين من كل بلد وتركت التفاصيل التجارية للخدمة لاتفاقية شركات الطيران السابقة. على الرغم من أن معظم الاتفاقيات الأخرى خلال هذه الحقبة اتبعت نموذج برمودا الأول، إلا أنها كانت تميل إلى تضمين عدد أقل وأقل من حقوق الحريات الخامسة والسادسة (حقوق المرور من وإلى بلدان ثالثة) مع مرور الوقت، حيث جعلت زيادة مدى الطائرات مثل هذه الحقوق أقل ضرورة. وقد اتبعت بلدان أخرى أيضًا المبادئ العامة لاتفاقية برمودا، مثل كندا في اتفاقياتها الثنائية المختلفة.